# Marta Hernández Romero
Marta Hernández Romero, née le 19 mars 1958 à Santiago de Cuba (Cuba) est une femme politique cubaine. Elle est maire de La Havane du 5 mars 2011 au 18 janvier 2020.

## Biographie
Marta Hernández Romero est titulaire d'une maîtrise en éducation. Elle commence sa carrière d'enseignante à l'école primaire, jusqu'à atteindre le poste de directrice provinciale de l'Éducation, d'abord dans sa ville natale, à Santiago de Cuba et puis, à partir de 2003, à La Havane.
Depuis 2011, elle est présidente du pouvoir populaire de l'Assemblée provinciale de la ville de la Havane (équivalent de maire), députée à l'Assemblée nationale et membre du Conseil d'État, dans la sixième assemblée législative. Peu de temps avant de devenir maire de la ville (succédant à Juan Contino Aslan), elle a été élue déléguée au sixième congrès du Parti communiste, candidate pour devenir un membre du Comité central du Parti communiste cubain.